# Neocondylactis singaporensis
Neocondylactis singaporensis är en havsanemonart som beskrevs av J.L. England 1987. Neocondylactis singaporensis ingår i släktet Neocondylactis och familjen Actiniidae. Inga underarter finns listade i Catalogue of Life.